# Lucien Rion
Lucien Rion (Vorst (Brussel), 1875 - Aldaar, 1939) was een Belgisch kunstschilder en graficus.

## Levensloop
Hij was leerling bij Joseph Stallaert aan de Academie voor Schone Kunsten in Brussel. Studiegenoten aan de Academie waren onder meer Emile Bulcke, Charles-Louis Voets, Jef Dutillieu, Julien De Beul, Jacques Madyol en Philippe Swyncop.
Hij schilderde figuren, landschappen en stillevens. Hij maakte ook ontwerpen voor keramiek en voor glasramen.
Rion illustreerde “La Vie des Abeilles” van Maurice Maeterlinck en creëerde een album in de reeks “Collection du Petit Artiste”, nl. “Les Fables de Lafontaine”.
Hij was lid van de kunstenaarsvereniging Le Sillon.